# 1128 Astrid
1128 Astrid este un asteroid din centura principală, descoperit pe 10 martie 1929, de Eugène Delporte.